# Andrius
Andrius ist ein litauischer männlicher Vorname. Die deutsche Form des Namens ist Andreas; zu Herkunft und Bedeutung des Namens siehe hier.

## Ableitungen
- Andriukaitis
- Andriulis
- Andriuškevičius
- Andrulis

## Namensträger
- Andrius Bagdonas (* 1974), Politiker, Seimas-Mitglied
- Andrius Bautronis (* 1987), Politiker, Bürgermeister von Raseiniai
- Andrius Bielskis (* 1973), Philosoph, Professor
- Andrius Buividas (* 1985), Bahn- und Straßenradrennfahrer
- Andrius Grigonis (* 1984), Politiker, Vizebürgermeister von Vilnius
- Andrius Jokšas (* 1979), Fußballspieler
- Andrius Krivas (* 1971), Diplomat und Politiker (Vizeminister)
- Andrius Kubilius (* 1956), Politiker, EP-Mitglied, mehrfach Ministerpräsident und Seimas-Mitglied
- Andrius Kuliešis (* 1943), Forstwissenschaftler
- Andrius Kupčinskas (* 1975), Politiker, Bürgermeister von Kaunas (2007–2011)
- Andrius Mamontovas (* 1967), Songwriter, Musiker und Schauspieler
- Andrius Mazuronis (* 1979), Politiker,  Seimas-Parlamentsvizepräsident
- Andrius Navickas (* 1972), Journalist und Politiker
- Andrius Nevera (* 1973), Rechtsanwalt, Strafrechtler, Professor
- Andrius Namavičius (* 1968), Verwaltungsjurist und Diplomat
- Andrius Palionis (Politiker, 1975), litauischer Politiker (LSDP), Seimas-Mitglied
- Andrius Palionis (Politiker, 1988), litauischer Politiker (VK), Vizebürgermeister von Kaunas
- Andrius Skerla (* 1977), Fußballspieler
- Andrius Stelmokas (* 1974), Handballspieler
- Andrius Šatevičius (* 1991), Politiker, Bürgermeister von Trakai
- Andrius Šedžius (* 1976), Unternehmer und Politiker, Mitglied von Seimas
- Andrius Šležas (* 1975), Basketball-Spieler
- Andrius Tapinas (* 1977), Journalist, Schriftsteller, Pokerspieler
- Andrius Velička (* 1979), Fußballspieler
- Andrius Vyšniauskas (* 1987), Politiker, Seimas-Mitglied, Leiter der Liga Junger Konservativer Litauens

Zwischenname
- Vytautas Andrius Graičiūnas (1898–1952), Management-Theoretiker